# San Lucas Evangelista
San Lucas Evangelista är en ort i Mexiko.   Den ligger i kommunen Tlajomulco de Zúñiga och delstaten Jalisco, i den centrala delen av landet, 500 km väster om huvudstaden Mexico City. San Lucas Evangelista ligger 1 579 meter över havet och antalet invånare är 2 505.
Terrängen runt San Lucas Evangelista är varierad. Runt San Lucas Evangelista är det ganska tätbefolkat, med 207 invånare per kvadratkilometer. Närmaste större samhälle är Hacienda Santa Fe, 12,4 km norr om San Lucas Evangelista. I omgivningarna runt San Lucas Evangelista växer huvudsakligen savannskog.